# Жамбылская областная универсальная научная библиотека имени Ш. Уалиханова
Жамбылская областная универсальная научная библиотека им. Шокана Уалиханова — крупнейшая библиотека в  
Жамбылской области, методический центр для городских и районных библиотек области.

## История
История Областной универсальной научной библиотеки имени Шокана Уалиханова восходит к 1898 году, когда она была открыта как публичная библиотека в Аулиеата. Изначально книжный фонд библиотеки составлял 460 книг, 4 газеты и 10 журналов.
В 1920 году в штате библиотеки предусматривались: заведующий, библиотекарь, переплетчик и одна техничка. В книжном фонде насчитывалось более 12 тысяч книг, в том числе и книг для детей и на фонд был составлен систематический каталог. Читателям были предоставлены полные собрания сочинений В.Г. Белинского, Н.А. Добролюбова, Д.И. Писарева и других прогрессивных мыслителей.
В 1930-е годы книжный фонд библиотеки увеличился до 12 тысяч экземпляров и стал ориентироваться на детские издания. За эти годы был создан первый систематический каталог, позволяющий читателям полноценно и правильно использовать книжный фонд, а также совершенствовать библиотеку.
7 марта 1940 года Жамбылской области в библиотеке произошли существенные изменения. Распоряжением исполкома Жамбылского областного Совета депутатов трудящихся и областного управления народного образования детская литература из библиотеки передается во вновь открывшуюся библиотеку.
В 1965 году библиотеке было присвоено имя первого казахстанского ученого-просветителя Чокана Чингизовича Валиханова.
В 1970 году библиотека была переведена в специально построенное двухэтажное здание по улице Ы. Сулейменова. В 1970-е годы началось создание системы централизации на основе развития библиотечной работы в стране. Под руководством областной библиотеки создано 15 централизованных библиотечных систем в области.
В 1996 году в области были закрыты 354 библиотеки, а в 1997 году 21 библиотека обслуживала местное население. Указом Президента Республики Казахстан в 2000 году в честь Года «Поддержки культуры» библиотеки были вновь открыты, а в соответствии с приказом Управления культуры Жамбылской области районные библиотеки были воссозданы как централизованная библиотечная система.
В 2000 году библиотека была подключена к сети Интернет. В 2007 году был открыт электронный зал в сфере автоматизации. В сфере автоматизации читатели имеют возможность использовать необходимые информационные данные через Интернет.
Значительной вехой в жизни библиотеки стала десятая юбилейная республиканская конференция на тему «Библиотечные инновации в изменяющемся обществе», которая прошла в 2013 году, когда Тараз был назван  Библиотечной столицей года. И здесь коллектив библиотеки удивил всех участников своей сплоченностью и творческим подходом к своему делу.

## Отделы библиотеки
1. Отдел развития библиотек
2. Отдел информационно-библиографического обеспечения
3. Отдел автоматизации библиотечных процессов
4. Отдел литературы по искусству
5. Отдел хранения книжного фонда
6. Отдел комплектования, обработки документов и организации каталогов
7. Сектор абонементного обеспечения
8. Сектор читального зала
9. Сектор периодических изданий
10. Сектор фонда обмена и распределения книг

## Фонды библиотеки
Книжный фонд библиотеки составляет 238306 экз., В том числе на государственном языке 65071 экз. Количество читателей - 17695, количество книжных выпусков - 426530. Количество культурных мероприятий, проводимых в библиотеке, достигло 195. Среди редких и ценных книг есть такие, как «Энциклопедический словарь братьев Гранат», «Всемирная география», «Народная энциклопедия», «Настольный энциклопедический словарь», «Большая энциклопедия», «Земля и люди» (Всеобщая география, в 19 томах), «Бернштам А.И. Кенкольский могильник», «Д.Джабаев. Собрание сочинений», 1940г. и многие другие. Все эти издания конца XVIII и начала XIX веков уникальны по своей значимости и вне всяких сомнений являются бесценным сокровищем человеческих знаний.